# Mazal Producciones
Mazal Producciones es una productora audiovisual chilena fundada en 2022 como joint venture entre Megamedia y el productor Pablo Ávila. 

## Historia
La productora inició sus operaciones en 2011 como AG Televisión (AGTV). En 2014 Pablo Ávila firmó un contrato de cuatro años con Mega para producir telenovelas en el horario diurno en conjunto con el Departamento de Ficción dirigido por María Eugenia Rencoret. De ese modo, Mega se convirtió en el primer proveedor de la empresa productora. Dado esta formula, se realizaron Amanda y Verdades ocultas.
En 2018 Ávila firmó un contrato de cinco años con Canal 13 para desarrollar contenidos y producir 10 telenovelas. Este acuerdo se concretó ante la externalización total de producción de la televisora. A partir de esto, la productora comenzó a trabajar con actores de renombre como Claudia Di Girolamo, Álvaro Rudolphy, Francisco Reyes y Tamara Acosta, y con directores como Vicente Sabatini y Cristián Mason. A fines de 2021 AGTV rompió vínculos con Canal 13.[cita requerida]
En 2022 se creó la productora Mazal Producciones perteneciente al Grupo AGTV, para producir telenovelas para Megamedia.

## Estudios
La sede principal de la casa productora estuvo ubicada en Independencia. Inaugurada en 2014, es considerada la mayor casa de producción externa de televisión de Chile, con un área total de 1400 m². Entre 2018 y 2021 la distribución y otras oficinas corporativas se encontraban localizadas en el Centro de Televisión de Canal 13, ubicado en Providencia. 

## Producciones
| #              | Año            | Título                  | Eps.           | Emisión original                              | Productor ejecutivo | Canal          | Ref.           |
| Década de 2010 | Década de 2010 | Década de 2010          | Década de 2010 | Década de 2010                                | Década de 2010      | Década de 2010 | Década de 2010 |
| -------------- | -------------- | ----------------------- | -------------- | --------------------------------------------- | ------------------- | -------------- | -------------- |
| 1              | 2015           | Eres mi tesoro          | 171            | 29 de julio de 2015 – 6 de abril de 2016      | Pablo Ávila         | Mega           |                |
| 2              | 2016           | Te doy la vida          | 158            | 5 de abril de 2016 – 23 de noviembre de 2016  | Pablo Ávila         | Mega           |                |
| 3              | 2016           | Amanda                  | 170            | 22 de noviembre de 2016 – 25 de julio de 2017 | Pablo Ávila         | Mega           |                |
| 4              | 2017           | Verdades ocultas        | 297            | 24 de julio de 2017 – 31 de diciembre de 2018 | Pablo Ávila         | Mega           |                |
| 5              | 2018           | Pacto de sangre         | 133            | 24 de septiembre de 2018 – 28 de mayo de 2019 | Pablo Ávila         | Canal 13       |                |
| 6              | 2018           | La reina de Franklin    | 97             | 19 de noviembre de 2018 – 2 de mayo de 2019   | Pablo Ávila         | Canal 13       | [ 3 ]          |
| 7              | 2019           | Río oscuro              | 94             | 27 de mayo de 2019 – 15 de noviembre de 2019  | Pablo Ávila         | Canal 13       | [ 4 ]          |
| 8              | 2019           | Amor a la Catalán       | 124            | 6 de julio de 2019 – 20 de febrero de 2020    | Pablo Ávila         | Canal 13       | [ 5 ]          |
| Década de 2020 |                |                         |                |                                               |                     |                |                |
| 9              | 2021           | La torre de Mabel       | 143            | 14 de junio de 2021 – 24 de febrero de 2022   | Pablo Ávila         | Canal 13       | [ 6 ]          |
| 10             | 2022           | Hijos del desierto      | 163            | 23 de agosto de 2022 – 5 de junio de 2023     | Pablo Ávila         | Mega           | [ 1 ]          |
| 11             | 2023           | Juego de ilusiones      | 550            | 16 de enero de 2023 – 18 de marzo de 2025     | Pablo Ávila         | Mega           | [ 6 ]          |
| 12             | 2023           | Como la vida misma      | 286            | 9 de mayo de 2023 – 22 de julio de 2024       | Pablo Ávila         | Mega           | [ 4 ]          |
| 13             | 2024           | Secretos de familia     | 130            | 10 de marzo de 2024 – 10 de octubre de 2024   | Pablo Ávila         | Canal 13       | [ 7 ]          |
| 14             | 2024           | Al sur del corazón      | 155            | 9 de abril de 2024 – 25 de noviembre de 2024  | Pablo Ávila         | Mega           | [ 8 ]          |
| 15             | 2024           | Nuevo amores de mercado | —              | 25 de noviembre de 2024 – 30 de julio de 2025 | Pablo Ávila         | Mega           |                |
| 16             | 2025           | El jardín de Olivia     | —              | 17 de marzo de 2025 –                         | Pablo Ávila         | Mega           |                |
| 17             | 2025           | Aguas de oro            | —              | 30 de julio de 2025 –                         | Pablo Ávila         | Mega           |                |